# Gypsum, Colorado
Gypsum är en stad (town) i Eagle County, i delstaten Colorado, USA. Enligt United States Census Bureau har staden en folkmängd på 6 446 invånare (2011) och en landarea på 19,9 km².